# Schweizer Cup 2021/2022 (volleyboll, damer)
Schweizer Cup 2021-2022 i volleyboll för damer utspelade sig mellan 2 september 2021 och 26 mars 2022. Det var den 58:e upplagan av turneringen och 127 lag deltog. Voléro Zürich vann tävlingen för 14:e gången genom att besegra TS Volley Düdingen i finalen. Katarina Jović och Alexandra Dascalu utsågs till mest värdefulla spelare i finalen för respektive lag.

## Regelverk
- Alla lag på nationell (Nationalliga A, Nationalliga B och 1. liga), samt i de regionala ligorna (2.-4. liga) delta.
- Alla möten avgjordes genom en direkt avgörande match. Med undantag från finalen (som spelades på neutral plats) hade laget som spelade i den lägsta serien hemmaplan. Om bägge lagen spelade i samma serie hade det lag som hade sämst placering säsong hemmaplan.
- Beroende på plats i seriesystemet gick lagen in på olika nivåer. De i regionligorna gick in i första omgången, de i 1. i andra omgången, Nationalliga B i femte omgången och Nationalliga A i åttondelsfinalrundan.

## Deltagande lag
| - Aadorf - Aarau - Allschwil - Andwil-Arnegg - Appenzeller Baren - Arbon - Arosa - Audax - Belfaux - Bubendorf - Burgdorf - Bütschwil - Chênois Genève - VBC Cheseaux - TS Volley Düdingen - Ebikon - Eburo - Einsiedeln - Embrach - Emmen-Nord - Entre-deux-Lacs - Epalinges - Fortuna Bürglen - Volleyball Franches-Montagnes - G&B - Gelterkinden - Genève Volley - Gibloux - Glaronia - Goldach - Grenchen - Grosshöchstetten | - Hallau - Herisau - Hochdorf Audacia - Horw - Huttwilen - Interlaken - Jona - KJS Schaffhausen - VC Kanti - VBC Kanti Baden - Volley Köniz - Konolfingen - Kreuzlingen - Kussnacht - La Cote - La Suze - Lägern Wettingen - Langenthal - Langnau - Laufen - Le Locle - Linth - Volley Luzern - Volley Lugano - Lunkhofen - VBC Lutry-Lavaux - March - Mauren-Eschen - Mellingen - VBC Münchenbuchsee - Münsingen - Murten | - Muthschellen - TV Muttenz - Volley Näfels - NUC Volleyball - Neuenkirch - Nidau - Novartis - OTA - Volley Oberdiessbach - Oerlikon - Olten - Plan-les-Ouates - Raiffeisen - VBC Rämi Zürich - Rechthalten - Regio - Rehetobel - KTV Riehen - Rothrist - Ruschlikon - STB - Sainte-Croix - Sankt Gallen - SATUS Köniz - Schaffhausen - Schmitten - Volley Schönenwerd - Seetal - Servette Star-Onex - Seuzach - Sierre - Sm'Aesch Pfeffingen | - VC Smash Winterthur - Solothurn - Spada Academica - Spiez - Steinen - Sursee - Thun - Volley Toggenburg - Tornado Adliswil - Uettligen - Universität Bern - Uster - Uzwil - VTZ Luzern-Innerschweiz - Volleyball Club Val-de-Travers - Viamala Thusis - Visp - Vivax Winterthur - Voléro Zürich - Voléro Zürich - Volewa Wald - VBC Volleya OW - Wadivolley - Welschenrohr - Wetzikon - Wil - Wittenbach - Wurenlingen - Wyna - Zug - Zuri Unterland |

## Turneringen

### Spelschema (från åttonsdelsfinal och framåt)
|  | Åttondelsfinaler               | Åttondelsfinaler |  |  | Kvartsfinaler                 | Kvartsfinaler |                               |   | Semifinaler        | Semifinaler |                    |   | Final | Final |  |
|  |                                |                  |  |  |                               |               |                               |   |                    |             |                    |   |       |       |  |
|  | Voléro Zürich                  | 3                |  |  |                               |               |                               |   |                    |             |                    |   |       |       |  |
|  | Volley Toggenburg              | 1                |  |  | Voléro Zürich                 | 3             |                               |   |                    |             |                    |   |       |       |  |
|  | Aadorf                         | 0                |  |  | VBC Cheseaux                  | 1             |                               |   |                    |             |                    |   |       |       |  |
|  | VBC Cheseaux                   | 3                |  |  |                               |               |                               |   | Voléro Zürich      | 3           |                    |   |       |       |  |
|  | Volley Luzern                  | 0                |  |  |                               |               | Volleyball Franches-Montagnes | 0 |                    |             |                    |   |       |       |  |
|  | Volleyball Franches-Montagnes  | 3                |  |  | Volleyball Franches-Montagnes | 3             |                               |   |                    |             |                    |   |       |       |  |
|  | VC Kanti                       | 3                |  |  | VC Kanti                      | 2             |                               |   |                    |             |                    |   |       |       |  |
|  | Volley Lugano                  | 0                |  |  |                               |               |                               |   | Voléro Zürich      | 3           |                    |   |       |       |  |
|  | TS Volley Düdingen             | 3                |  |  |                               |               |                               |   |                    |             | TS Volley Düdingen | 2 |       |       |  |
|  | Volleyball Club Val-de-Travers | 0                |  |  | TS Volley Düdingen            | 3             |                               |   |                    |             |                    |   |       |       |  |
|  | Zuri Unterland                 | 0                |  |  | Sm'Aesch Pfeffingen           | 2             |                               |   |                    |             |                    |   |       |       |  |
|  | Sm'Aesch Pfeffingen            | 3                |  |  |                               |               |                               |   | TS Volley Düdingen | 3           |                    |   |       |       |  |
|  | Glaronia                       | 3                |  |  |                               |               | NUC Volleyball                | 1 |                    |             |                    |   |       |       |  |
|  | VBC Volleya OW                 | 0                |  |  | Glaronia                      | 0             |                               |   |                    |             |                    |   |       |       |  |
|  | Genève Volley                  | 0                |  |  | NUC Volleyball                | 3             |                               |   |                    |             |                    |   |       |       |  |
|  | NUC Volleyball                 | 3                |  |  |                               |               |                               |   |                    |             |                    |   |       |       |  |

### Resultat

#### Första omgången
| 2 september 2021 Gersaghalle, Emmenbrücke Speltid: ? - Åskådare: ?                       | Emmen-Nord       | 3 - 0 | Rothrist          | 25-6, 25-7, 25-20                 |
| 6 september 2021 Alpenweg, Grosshöchstetten Speltid: ? - Åskådare: ?                     | Grosshöchstetten | 2 - 3 | SATUS Köniz       | 25-18, 23-25, 19-25, 25-19, 11-15 |
| 6 september 2021 Collège de la Place d'Armes, Yverdon-les-Bains Speltid: ? - Åskådare: ? | Eburo            | 0 - 3 | Le Locle          | 5-25, 6-25, 4-25                  |
| 11 september 2021 Compogna, Thusis Speltid: ? - Åskådare: ?                              | Viamala Thusis   | 1 - 3 | Rehetobel         | 25-20, 15-25, 20-25, 19-25        |
| 14 september 2021 Waisenhaus, Herisau Speltid: ? - Åskådare: ?                           | Herisau          | 0 - 3 | Mauren-Eschen     | 0-25, 0-25, 0-25                  |
| 14 september 2021 Zehntenhof, Wettingen Speltid: ? - Åskådare: ?                         | Lägern Wettingen | 0 - 3 | Lunkhofen         | 11-25, 14-25, 21-25               |
| 14 september 2021 Weissenstein 1, Würenlingen Speltid: ? - Åskådare: ?                   | Wurenlingen      | 3 - 1 | Fortuna Bürglen   | 25-20, 25-20, 16-25, 25-23        |
| 15 september 2021 Collège des Tuillières, Gland Speltid: ? - Åskådare: ?                 | La Cote          | 0 - 3 | VBC Lutry-Lavaux  | 7-25, 13-25, 12-25                |
| 17 september 2021 Lindenallee, Interlaken Speltid: ? - Åskådare: ?                       | Interlaken       | 3 - 0 | Langenthal        | 25-0, 25-0, 25-0                  |
| 19 september 2021 Dreifachturnhalle, Seon Speltid: ? - Åskådare: ?                       | Seetal           | 3 - 0 | Allschwil         | 25-13, 25-13, 25-13               |
| 20 september 2021 MZH Gondiswil, Gondiswil Speltid: ? - Åskådare: ?                      | Regio            | 0 - 3 | Thun              | 16-25, 19-25, 10-25               |
| 20 september 2021 Ebnet, Küssnacht Speltid: ? - Åskådare: ?                              | Kussnacht        | 0 - 3 | Bubendorf         | 13-25, 20-25, 17-25               |
| 20 september 2021 MZH Dünnenhof, Welschenrohr Speltid: ? - Åskådare: ?                   | Welschenrohr     | 0 - 3 | Spiez             | 13-25, 20-25, 10-25               |
| 21 september 2021 Seemättli, Muttenz Speltid: ? - Åskådare: ?                            | Novartis         | 0 - 3 | Wyna              | 8-25, 19-25, 16-25                |
| 22 september 2021 Kantonsschule Zürich Nord, Zürich Speltid: ? - Åskådare: ?             | Oerlikon         | 0 - 3 | Einsiedeln        | 25-27, 16-25, 23-25               |
| 22 september 2021 Sand, Schmerikon Speltid: ? - Åskådare: ?                              | Linth            | 0 - 3 | Zuri Unterland    | 9-25, 18-25, 7-25                 |
| 23 september 2021 Neue Kanti Halle, Schaffhausen Speltid: ? - Åskådare: ?                | KJS Schaffhausen | 0 - 3 | Hallau            | 11-25, 16-25, 21-25               |
| 23 september 2021 Sporthalle Elba, Wald Speltid: ? - Åskådare: ?                         | Volewa Wald      | 0 - 3 | Uster             | 0-25, 0-25, 0-25                  |
| 23 september 2021 Halle des sports, Belfaux Speltid: ? - Åskådare: ?                     | Belfaux          | 0 - 3 | Schmitten         | 23-25, 11-25, 13-25               |
| 23 september 2021 Lindenfeld, Burgdorf Speltid: ? - Åskådare: ?                          | Burgdorf         | 1 - 3 | Rechthalten       | 25-20, 19-25, 24-26, 24-26        |
| 23 september 2021 Breite, Bütschwil Speltid: ? - Åskådare: ?                             | Bütschwil        | 0 - 3 | Goldach           | 5-25, 9-25, 11-25                 |
| 24 september 2021 Sporthalle Baldegg, Hochdorf Speltid: ? - Åskådare: ?                  | Hochdorf Audacia | 0 - 3 | Sursee            | 15-25, 17-25, 18-25               |
| 25 september 2021 Sportanlage Rennweg, Winterthur Speltid: ? - Åskådare: ?               | Vivax Winterthur | 0 - 3 | Arosa             | 18-25, 14-25, 23-25               |
| 26 september 2021 C2T, Le Landeron Speltid: ? - Åskådare: ?                              | Entre-deux-Lacs  | 3 - 2 | Sainte-Croix      | 17-25, 26-24, 25-16, 8-25, 15-9   |
| 27 september 2021 Bergli, Arbon Speltid: ? - Åskådare: ?                                 | Arbon            | 0 - 3 | Kreuzlingen       | 4-25, 0-25, 0-25                  |
| 28 september 2021 Säli 2, Olten Speltid: ? - Åskådare: ?                                 | Olten            | 0 - 3 | TV Muttenz        | 13-25, 20-25, 20-25               |
| 28 september 2021 Sek1 March Siebnen, Siebnen Speltid: ? - Åskådare: ?                   | March            | 0 - 3 | VBC Rämi Zürich   | 8-25, 16-25, 13-25                |
| 29 september 2021 Kantonsschule Rämibühl, Zürich Speltid: ? - Åskådare: ?                | Wetzikon         | 0 - 3 | Voléro Zürich     | 14-25, 13-25, 15-25               |
| 29 september 2021 Tellenfeld, Amriswil Speltid: ? - Åskådare: ?                          | Audax            | 0 - 3 | Tornado Adliswil  | 13-25, 19-25, 17-25               |
| 29 september 2021 BZZ Horgen, Horgen Speltid: ? - Åskådare: ?                            | OTA              | 0 - 3 | Wil               | 16-25, 21-25, 13-25               |
| 29 september 2021 Rüsler, Niederrohrdorf Speltid: ? - Åskådare: ?                        | Mellingen        | 0 - 3 | Ebikon            | 14-25, 16-25, 22-25               |
| 29 september 2021 Gemeindeturnhalle, Steinen Speltid: ? - Åskådare: ?                    | Steinen          | 1 - 3 | Gelterkinden      | 20-25, 24-26, 25-12, 19-25        |
| 29 september 2021 Kantihalle, Zug Speltid: ? - Åskådare: ?                               | Zug              | 0 - 3 | Muthschellen      | 16-25, 24-26, 10-25               |
| 29 september 2021 Sempach-Station, Sempach Speltid: ? - Åskådare: ?                      | Neuenkirch       | 3 - 0 | Laufen            | 25-21, 25-22, 25-18               |
| 30 september 2021 Sporthalle BBZ Mühlental, Schaffhausen Speltid: ? - Åskådare: ?        | Schaffhausen     | 3 - 2 | Uzwil             | 23-25, 25-23, 23-25, 25-22, 15-12 |
| 30 september 2021 Förstarschulhaus Ebnet, Embrach Speltid: ? - Åskådare: ?               | Embrach          | 0 - 3 | Huttwilen         | 15-25, 22-25, 11-25               |
| 30 september 2021 Berufsschule, Ziegelbrücke Speltid: ? - Åskådare: ?                    | Volley Näfels    | 0 - 3 | Appenzeller Baren | 23-25, 17-25, 11-25               |
| 1º oktober 2021 OS Goubing, Sierre Speltid: ? - Åskådare: ?                              | Sierre           | 0 - 3 | Plan-les-Ouates   | 11-25, 18-25, 24-26               |
| 3 oktober 2021 Oberfeld, Langnau im Emmental Speltid: ? - Åskådare: ?                    | Langnau          | 3 - 2 | STB               | 15-25, 25-17, 16-25, 30-28, 15-11 |

#### Andra omgången
| 26 september 2021 ?, ? Speltid: ? - Åskådare: ?                                        | Volley Schönenwerd | 3 - 1 | VTZ Luzern-Innerschweiz | ?                                 |
| 30 september 2021 Kantonale Maturitätsschule Riesbach, Zürich Speltid: ? - Åskådare: ? | Spada Academica    | 3 - 1 | VC Smash Winterthur     | 25-11, 20-25, 25-19, 25-14        |
| 1º oktober 2021 Turnhalle Hermesbühl OG, Solothurn Speltid: ? - Åskådare: ?            | Solothurn          | 0 - 3 | Münsingen               | 20-25, 16-25, 20-25               |
| 3 oktober 2021 Turnhalle Prehl, Morat Speltid: ? - Åskådare: ?                         | Murten             | 3 - 0 | Uettligen               | 25-21, 25-18, 25-21               |
| 4 oktober 2021 Sporthalle Rietacker, Seuzach Speltid: ? - Åskådare: ?                  | Seuzach            | 0 - 3 | Arosa                   | 12-25, 21-25, 13-25               |
| 5 oktober 2021 OZ Grünau, Wittenbach Speltid: ? - Åskådare: ?                          | Wittenbach         | 0 - 3 | Goldach                 | 19-25, 10-25, 11-25               |
| 5 oktober 2021 BZI, Interlaken Speltid: ? - Åskådare: ?                                | Interlaken         | 0 - 3 | Spiez                   | 10-25, 16-25, 13-25               |
| 6 oktober 2021 Burgweg, Hüttwilen Speltid: ? - Åskådare: ?                             | Huttwilen          | 0 - 3 | Appenzeller Baren       | 21-25, 15-25, 23-25               |
| 7 oktober 2021 Gersaghalle, Emmenbrücke Speltid: ? - Åskådare: ?                       | Emmen-Nord         | 0 - 3 | Seetal                  | 9-25, 12-25, 13-25                |
| 9 oktober 2021 Turnhalle, Oberlunkhofen Speltid: ? - Åskådare: ?                       | Lunkhofen          | 2 - 3 | Neuenkirch              | 23-25, 18-25, 26-24, 25-21, 12-15 |
| 10 oktober 2021 Salle de Sport de Corsy, Lutry Speltid: ? - Åskådare: ?                | VBC Lutry-Lavaux   | 0 - 3 | La Suze                 | 18-25, 23-25, 16-25               |
| 10 oktober 2021 Turnhalle, Rechthalten Speltid: ? - Åskådare: ?                        | Rechthalten        | 3 - 0 | Langnau                 | ?                                 |
| 11 oktober 2021 Turnhalle Sönderli, Oberegg Speltid: ? - Åskådare: ?                   | Rehetobel          | 0 - 3 | Kreuzlingen             | 7-25, 19-25, 14-25                |
| 11 oktober 2021 MZH Bubendorf, Bubendorf Speltid: ? - Åskådare: ?                      | Bubendorf          | 0 - 3 | Muthschellen            | 16-25, 24-26, 12-25               |
| 12 oktober 2021 Stockhorn, Konolfingen Speltid: ? - Åskådare: ?                        | Konolfingen        | 0 - 3 | Schmitten               | 20-25, 22-25, 17-25               |
| 12 oktober 2021 Sporthalle Hofmatt, Gelterkinden Speltid: ? - Åskådare: ?              | Gelterkinden       | 0 - 3 | KTV Riehen              | 8-25, 15-25, 20-25                |
| 12 oktober 2021 Weissenstein 1, Würenlingen Speltid: ? - Åskådare: ?                   | Wurenlingen        | 3 - 1 | Wyna                    | 25-19, 23-25, 25-10, 25-14        |
| 14 oktober 2021 Sporthalle BBZ Mühlental, Schaffhausen Speltid: ? - Åskådare: ?        | Schaffhausen       | 0 - 3 | Andwil-Arnegg           | 10-25, 15-25, 13-25               |
| 14 oktober 2021 Doppelturnhalle Feld, Kloten Speltid: ? - Åskådare: ?                  | Zuri Unterland     | 3 - 0 | Uster                   | 25-13, 25-16, 25-13               |
| 14 oktober 2021 Steinacher, Wädenswil Speltid: ? - Åskådare: ?                         | Wadivolley         | 0 - 3 | Ruschlikon              | 15-25, 17-25, 9-25                |
| 14 oktober 2021 Kriegacker, Muttenz Speltid: ? - Åskådare: ?                           | TV Muttenz         | 0 - 3 | Sursee                  | 6-25, 7-25, 11-25                 |
| 14 oktober 2021 Hofern, Adliswil Speltid: ? - Åskådare: ?                              | Tornado Adliswil   | 0 - 3 | Sankt Gallen            | 14-25, 22-25, 23-25               |
| 15 oktober 2021 Sporthalle Im Birch, Zürich Speltid: ? - Åskådare: ?                   | Voléro Zürich      | 3 - 0 | Jona                    | 25-20, 25-16, 25-21               |
| 15 oktober 2021 Mattschulhaus, Wil Speltid: ? - Åskådare: ?                            | Wil                | 3 - 0 | Einsiedeln              | 25-17, 26-24, 25-18               |
| 17 oktober 2021 MZG Oberhallau, Oberhallau Speltid: ? - Åskådare: ?                    | Hallau             | 1 - 3 | Mauren-Eschen           | 25-20, 21-25, 14-25, 16-25        |
| 17 oktober 2021 DH Zentrum, Grenchen Speltid: ? - Åskådare: ?                          | Grenchen           | 3 - 0 | Gibloux                 | 25-22, 25-19, 25-16               |
| 17 oktober 2021 Salle de l'Ecole professionnelle, Martigny Speltid: ? - Åskådare: ?    | Raiffeisen         | 3 - 2 | Nidau                   | 25-16, 21-25, 25-16, 16-25, 15-12 |
| 17 oktober 2021 Sporthalle Schadau, Thun Speltid: ? - Åskådare: ?                      | Thun               | 3 - 0 | SATUS Köniz             | 25-18, 25-23, 25-13               |
| 17 oktober 2021 Halle polyvalente du communal, Le Locle Speltid: ? - Åskådare: ?       | Le Locle           | 3 - 0 | Chênois Genève          | 25-17, 25-14, 25-21               |
| 17 oktober 2021 Turnhalle Feldmatt, Ebikon Speltid: ? - Åskådare: ?                    | Ebikon             | 3 - 1 | Horw                    | 25-9, 27-25, 24-26, 25-17         |
| 17 oktober 2021 Sporthalle ZSSW, Bern Speltid: ? - Åskådare: ?                         | Universität Bern   | 3 - 1 | Volley Oberdiessbach    | 23-25, 25-20, 25-11, 25-19        |
| 17 oktober 2021 C2T, Le Landeron Speltid: ? - Åskådare: ?                              | Entre-deux-Lacs    | 0 - 3 | Epalinges               | 11-25, 19-25, 14-25               |

#### Tredje omgången
| 23 oktober 2021 Turnhalle Remisberg, Kreuzlingen Speltid: ? - Åskådare: ?     | Kreuzlingen   | 3 - 1 | Sursee             | 25-21, 18-25, 25-19, 25-23        |
| 24 oktober 2021 Spiezwiler, Spiez Speltid: ? - Åskådare: ?                    | Spiez         | 1 - 3 | Servette Star-Onex | 15-25, 13-25, 26-24, 21-25        |
| 25 oktober 2021 Alte Kreuzbleiche, Sankt Gallen Speltid: ? - Åskådare: ?      | Sankt Gallen  | 3 - 1 | Volley Schönenwerd | 18-25, 25-17, 25-15, 25-23        |
| 26 oktober 2021 Turnhalle, Rechthalten Speltid: ? - Åskådare: ?               | Rechthalten   | 0 - 3 | Münsingen          | 12-25, 8-25, 7-25                 |
| 26 oktober 2021 Schulzentrum Unterland, Eschen Speltid: ? - Åskådare: ?       | Mauren-Eschen | 2 - 3 | Spada Academica    | 25-17, 23-25, 26-24, 14-25, 9-15  |
| 26 oktober 2021 KSM, Berikon Speltid: ? - Åskådare: ?                         | Muthschellen  | 1 - 3 | KTV Riehen         | 29-27, 19-25, 22-25, 18-25        |
| 26 oktober 2021 Weissenstein, Würenlingen Speltid: ? - Åskådare: ?            | Wurenlingen   | 3 - 2 | VBC Rämi Zürich    | 17-25, 25-20, 25-11, 22-25, 18-16 |
| 28 oktober 2021 DH Zentrum, Grenchen Speltid: ? - Åskådare: ?                 | Grenchen      | 3 - 1 | Universität Bern   | 26-24, 26-28, 25-17, 25-17        |
| 28 oktober 2021 Mattschulhaus, Wil Speltid: ? - Åskådare: ?                   | Wil           | 2 - 3 | Ruschlikon         | 25-20, 25-20, 21-25, 14-25, 8-15  |
| 28 oktober 2021 Turnhalle Feldmatt, Ebikon Speltid: ? - Åskådare: ?           | Ebikon        | 0 - 3 | Zuri Unterland     | 11-25, 14-25, 20-25               |
| 28 oktober 2021 Bachfeld, Goldach Speltid: ? - Åskådare: ?                    | Goldach       | 3 - 1 | Andwil-Arnegg      | 29-27, 25-16, 25-27, 30-28        |
| 29 oktober 2021 Sempach-Station, Sempach Speltid: ? - Åskådare: ?             | Neuenkirch    | 3 - 2 | Appenzeller Baren  | 25-16, 15-25, 25-16, 22-25, 15-10 |
| 29 oktober 2021 Gwatt, Schmitten Speltid: ? - Åskådare: ?                     | Schmitten     | 1 - 3 | Epalinges          | 25-19, 7-25, 13-25, 19-25         |
| 30 oktober 2021 Mehrzweckhalle, Arosa Speltid: ? - Åskådare: ?                | Arosa         | 0 - 3 | Voléro Zürich      | 19-25, 13-25, 20-25               |
| 31 oktober 2021 Sporthalle Schadau, Thun Speltid: ? - Åskådare: ?             | Thun          | 3 - 0 | Plan-les-Ouates    | 25-14, 25-16, 25-16               |
| 31 oktober 2021 Halle de Gymnase Beau-Site, Le Locle Speltid: ? - Åskådare: ? | Le Locle      | 0 - 3 | Murten             | 22-25, 22-25, 15-25               |
| 31 oktober 2021 La Combe, Corgémont Speltid: ? - Åskådare: ?                  | La Suze       | 3 - 1 | Raiffeisen         | 25-21, 16-25, 25-18, 25-20        |

#### Fjärde omgången
| 2 november 2021 Turnhalle Remisberg, Kreuzlingen Speltid: ? - Åskådare: ?   | Kreuzlingen   | 3 - 2 | Spada Academica    | 25-12, 25-21, 25-27, 25-27, 15-13 |
| 4 november 2021 Weissenstein, Würenlingen Speltid: ? - Åskådare: ?          | Wurenlingen   | 0 - 3 | KTV Riehen         | 18-25, 17-25, 22-25               |
| 7 november 2021 Gymnase, Saint-Imier Speltid: ? - Åskådare: ?               | La Suze       | 0 - 3 | Servette Star-Onex | 18-25, 18-25, 17-25               |
| 9 november 2021 DH Zentrum, Grenchen Speltid: ? - Åskådare: ?               | Grenchen      | 2 - 3 | Epalinges          | 26-24, 28-26, 20-25, 17-25, 12-15 |
| 10 november 2021 Sporthalle Schlossmatt, Münsingen Speltid: ? - Åskådare: ? | Münsingen     | 1 - 3 | Murten             | 18-25, 25-18, 16-25, 23-25        |
| 10 november 2021 Sporthalle Im Birch, Zürich Speltid: ? - Åskådare: ?       | Voléro Zürich | 3 - 2 | Ruschlikon         | 24-26, 17-25, 25-16, 25-21, 15-11 |
| 11 november 2021 Bachfeld, Goldach Speltid: ? - Åskådare: ?                 | Goldach       | 0 - 3 | Zuri Unterland     | 18-25, 15-25, 18-25               |
| 14 november 2021 Dreifachturnhalle, Seon Speltid: ? - Åskådare: ?           | Seetal        | 0 - 3 | Sankt Gallen       | 16-25, 26-28, 15-25               |

#### Femte omgången
| 28 november 2021 Turnhalle Remisberg, Kreuzlingen Speltid: ? - Åskådare: ?     | Kreuzlingen        | 1 - 3 | KTV Riehen         | 16-25, 20-25, 25-19, 14-25        |
| 28 november 2021 Salle de la Croix-Blanche, Epalinges Speltid: ? - Åskådare: ? | Epalinges          | 3 - 0 | Sankt Gallen       | 25-13, 25-12, 25-16               |
| 28 november 2021 Turnhalle Prehl, Morat Speltid: ? - Åskådare: ?               | Murten             | 0 - 3 | Servette Star-Onex | 20-25, 17-25, 26-28               |
| 28 november 2021 Sporthalle Löhracker, Aadorf Speltid: ? - Åskådare: ?         | Aadorf             | 3 - 2 | Visp               | 25-22, 25-20, 18-25, 19-25, 15-13 |
| 28 november 2021 Sporthalle Weissenstein, Bern Speltid: ? - Åskådare: ?        | Volley Köniz       | 1 - 3 | G&B                | 25-22, 21-25, 24-26, 16-25        |
| 28 november 2021 Sporthalle Im Birch, Zürich Speltid: ? - Åskådare: ?          | Voléro Zürich      | 0 - 3 | Glaronia           | 14-25, 13-25, 18-25               |
| 28 november 2021 Sporthalle Schadau, Thun Speltid: ? - Åskådare: ?             | Thun               | 0 - 3 | Volley Luzern      | 22-25, 15-25, 13-25               |
| 28 november 2021 Sekundarschule, Münchenbuchsee Speltid: ? - Åskådare: ?       | VBC Münchenbuchsee | 0 - 3 | Voléro Zürich      | 15-25, 14-25, 14-25               |
| 28 november 2021 Kantonsschule 2, Baden Speltid: ? - Åskådare: ?               | VBC Kanti Baden    | 1 - 3 | VBC Volleya OW     | 28-26, 22-25, 18-25, 16-25        |
| 3 december 2021 Sempach-Station, Sempach Speltid: ? - Åskådare: ?              | Neuenkirch         | 0 - 3 | Aarau              | 13-25, 18-25, 11-25               |

#### Sjätte omgången
| 12 december 2021 Berufsschule BSA, Aarau Speltid: ? - Åskådare: ?              | Aarau              | 2 - 3 | Aadorf        | 24-26, 25-21, 23-25, 25-22, 11-15 |
| 12 december 2021 Vereinshalle Sarnen, Sarnen Speltid: ? - Åskådare: ?          | VBC Volleya OW     | 3 - 1 | G&B           | 20-25, 25-22, 25-18, 25-21        |
| 12 december 2021 Salles Ecole des Racettes, Onex Speltid: ? - Åskådare: ?      | Servette Star-Onex | 0 - 3 | Volley Luzern | 12-25, 31-33, 13-25               |
| 12 december 2021 Salle de la Croix-Blanche, Epalinges Speltid: ? - Åskådare: ? | Epalinges          | 0 - 3 | Voléro Zürich | 22-25, 8-25, 13-25                |
| 12 december 2021 Sporthalle Ruebisbach, Kloten Speltid: ? - Åskådare: ?        | Zuri Unterland     | 3 - 2 | KTV Riehen    | 18-25, 25-18, 25-21, 15-25, 15-8  |

#### Åttondelsfinaler
| 16 januari 2022 Doppelturnhalle Säli, Lucern Speltid: ? - Åskådare: ?   | Volley Luzern      | 0 - 3 | Volleyball Franches-Montagnes  | 18-25, 16-25, 24-26        |
| 16 januari 2022 Sporthalle Ruebisbach, Kloten Speltid: ? - Åskådare: ?  | Zuri Unterland     | 0 - 3 | Sm'Aesch Pfeffingen            | 18-25, 20-25, 15-25        |
| 16 januari 2022 ECG Henry-Dunant, Genève Speltid: h: - Åskådare:        | Genève Volley      | 0 - 3 | NUC Volleyball                 | 21-25, 22-25, 19-25        |
| 16 januari 2022 BBC-Arena, Schaffhausen Speltid: ? - Åskådare: ?        | VC Kanti           | 3 - 0 | Volley Lugano                  | 25-20, 25-22, 25-14        |
| 16 januari 2022 Sporthalle Leimacker, Düdingen Speltid: ? - Åskådare: ? | TS Volley Düdingen | 3 - 0 | Volleyball Club Val-de-Travers | 25-20, 25-6, 25-19         |
| 16 januari 2022 Kantonsschule A-C, Glaronia Speltid: ? - Åskådare: ?    | Glaronia           | 3 - 0 | VBC Volleya OW                 | 25-21, 25-9, 25-17         |
| 16 januari 2022 Sporthalle Löhracker, Aadorf Speltid: ? - Åskådare: ?   | Aadorf             | 0 - 3 | VBC Cheseaux                   | 13-25, 19-25, 12-25        |
| 16 januari 2022 Sporthalle Ruebisbach, Kloten Speltid: ? - Åskådare: ?  | Voléro Zürich      | 3 - 1 | Volley Toggenburg              | 25-22, 17-25, 25-12, 25-17 |

#### Kvartsfinaler
| 30 januari 2022 Maurice Lacroix Arena, Saignelégier Speltid: ? - Åskådare: ? | Volleyball Franches-Montagnes | 3 - 2 | VC Kanti            | 25-16, 25-18, 19-25, 22-25, 15-3  |
| 30 januari 2022 Sporthalle Ruebisbach, Kloten Speltid: ? - Åskådare: ?       | Voléro Zürich                 | 3 - 1 | VBC Cheseaux        | 22-25, 25-19, 25-23, 25-16        |
| 2 februari 2022 Sporthalle Leimacker, Düdingen Speltid: ? - Åskådare: ?      | TS Volley Düdingen            | 3 - 2 | Sm'Aesch Pfeffingen | 25-20, 25-20, 23-25, 19-25, 15-11 |
| 3 februari 2022 Kantonsschule A-C, Glarona Speltid: ? - Åskådare: ?          | Glaronia                      | 0 - 3 | NUC Volleyball      | 15-25, 22-25, 24-26               |

#### Semifinaler
| 13 februari 2022 Sporthalle Ruebisbach, Kloten Speltid: ? - Åskådare: ?  | Voléro Zürich      | 3 - 0 | Volleyball Franches-Montagnes | 25-21, 25-18, 25-22        |
| 20 februari 2022 Sporthalle Leimacker, Düdingen Speltid: ? - Åskådare: ? | TS Volley Düdingen | 3 - 1 | NUC Volleyball                | 25-18, 21-25, 25-23, 25-19 |

#### Final
| 26 mars 2022 Axa-Arena, Winterthur Speltid: 1h:49 - Åskådare: 2 000 | Voléro Zürich | 3 - 2 | TS Volley Düdingen | 25-15, 25-19, 22-25, 18-25, 20-18 |